# Nigel Terry
Peter Nigel Terry (Bristol, 15 de agosto de 1945 - Newquay, 30 de abril de 2015) foi um ator britânico de teatro e cinema, provavelmente mais conhecido por sua interpretação do Rei Arthur em Excalibur de John Boorman (1981). Terry se dedicou principalmente ao palco clássico. Quando ele se dedicou ao cinema e à TV, foi principalmente para papéis históricos ou de época. 

## Biografia
Terry nasceu em 15 de agosto de 1945 em Bristol, filho de Frank Albert Terry OBE, DFC, um piloto da Força Aérea Real, e sua esposa, Doreen. Ele foi o primeiro bebê nascido em Bristol após o fim da Segunda Guerra Mundial. A família logo se mudou para Truro, Cornwall, onde seu pai trabalhava como oficial de condicional. Terry frequentou a Truro School em Truro, onde desenvolveu um interesse pela atuação e se tornou hábil em desenho e pintura. 
Seus pais o encorajaram a subir no palco e depois de um breve trabalho florestal e como atendente de bomba de gasolina, ele ingressou no National Youth Theatre.   Em 1963, ele se matriculou na Escola Central de Fala e Drama de Londres, trabalhando tanto no palco quanto nos bastidores.  Ele se juntou ao Oxford Meadow Players em 1966, trabalhando inicialmente como assistente de gerente de palco.  

## Carreira

### Teatro
Após ensaiar com companhias de repertório como Oxford Meadow Players e Bristol Old Vic, Terry apareceu em muitas produções com a Royal Shakespeare Company, o Round House Theatre e o Royal Court Theatre. Entre seus papéis estava Bosola na produção de 1989 da Royal Shakespeare Company de The Duchess of Malfi, de John Webster. No mesmo ano, ele interpretou Péricles na produção de Péricles, Príncipe de Tiro, de David Thacker. 

### Filmes
Além de Excalibur, ele apareceu em cerca de 20 filmes, mais notavelmente O Leão no Inverno em 1968 com Katharine Hepburn, Peter O'Toole e Sir Anthony Hopkins, e Caravaggio de Derek Jarman em 1986, onde interpretou o título personagem. Terry também apareceu em Tróia em 2004, interpretando o sumo sacerdote troiano.

### Televisão
Uma das primeiras aparições na televisão foi como o agorafóbico Harry Mandrake no episódio de Randall e Hopkirk (falecido) "Somebody Just Walked Over My Grave" (1970). 
Suas principais aparições na televisão americana e britânica incluem Covington Cross, uma série ambientada na época medieval. Ele também apareceu em Casualty como Denny, como General Cobb no episódio de Doctor Who "The Doctor's Daughter" e como Gabriel Piton em Highlander: The Series. Ele também interpretou Sam Jacobs em um episódio de duas partes, Waking the Dead, intitulado "Anger Management". Ele apareceu em Pie in the Sky na terceira temporada, episódio 23, "Irish Stew", como Byron de Goris. Ele também apareceu em um episódio da Guerra de Foyle.

## Vida pessoal
Após 30 anos morando em Londres. ele voltou a residir na Cornualha em 1993.
Ele morreu em Newquay, Cornwall, de enfisema, em 30 de abril de 2015. Na ausência de qualquer família sobrevivente, seu serviço memorial foi organizado por amigos íntimos Maggie Steed e David Horovitch em Truro em 19 de maio de 2015, com a presença de outros atores e amigos pessoais. 

## Filmografia selecionada
- The Lion in Winter (1968) - John
- Slade in Flame (1975) - Assistant Disc Jockey (uncredited)
- Excalibur (1981) - King Arthur
- Sylvia (1985) - Aden Morris
- Déjà Vu (1985) - Michael / Greg
- Caravaggio (1986) - Caravaggio
- On Wings of Fire (1986) - Zarathustra
- The Last of England (1987) - Narrator (voice)
- War Requiem (1989) - Abraham
- Edward II (1991) - Mortimer
- Christopher Columbus: The Discovery (1992) - Roldan
- Blue (1993) - Narrator (voice)
- Pie In The Sky (1996, TV series) - Episode "Irish Stew" - Byron de Goris/James Jackson
- The Hunchback (1997, TV movie)
- Far From the Madding Crowd (1998, TV movie) - Mr. Boldwood
- On Wings of Fire (2001) - Zarathustra
- The Emperor's New Clothes (2001) - Montholon
- The Search for John Gissing (2001) - Alan Jardeen
- FeardotCom (2002) - Turnbull
- The Ride (2003) - Mr. Silverstone
- The Tulse Luper Suitcases (2003) - Sesame Esau
- Troia (2004) - Archeptolemus
- Red Mercury (2005) - Lindsey
- Blackbeard (2006, TV mini-series) - Calico Billy
- Genghis Khan: The Story of a Lifetime (2010) - Mulwick (final film role)